# Slammiversary VIII
Slammiversary VIII è stata la sesta edizione del pay-per-view prodotto dalla Total Nonstop Action Wrestling (TNA). L'evento si è svolto il 13 giugno 2010 nell'Impact Zone di Orlando, Florida.

## Risultati
| # | Risultati                                                                               | Stipulazioni                                                           | Durata |
| - | --------------------------------------------------------------------------------------- | ---------------------------------------------------------------------- | ------ |
| 1 | Kurt Angle ha sconfitto Kazarian                                                        | Single match                                                           | 14:15  |
| 2 | Douglas Williams (c) ha sconfitto Brian Kendrick                                        | Single match per il titolo TNA X Division Championship                 | 09:33  |
| 3 | Madison Rayne (c) ha sconfitto Roxxi                                                    | Title vs. career match per il titolo TNA Women's Knockout Championship | 04:42  |
| 4 | Jesse Neal ha sconfitto Brother Ray                                                     | Single match                                                           | 05:51  |
| 5 | Matt Morgan ha sconfitto Hernandez per squalifica                                       | Single match                                                           | 05:18  |
| 6 | Abyss ha sconfitto Desmond Wolfe (con Chelsea)                                          | Monster's Ball match                                                   | 11:45  |
| 7 | Jay Lethal ha sconfitto A.J. Styles (con Ric Flair)                                     | Single match                                                           | 16:45  |
| 8 | Jeff Hardy e Mr. Anderson hanno sconfitto Beer Money, Inc. (James Storm e Robert Roode) | Tag team match                                                         | 13:55  |
| 9 | Rob Van Dam (c) ha sconfitto Sting                                                      | Single match per il titolo TNA World Heavyweight Championship          | 10:58  |
|   | (c) = campione in carica al momento dell'inizio del match                               |                                                                        |        |